# فيلد ميل
فيلد ميل (بالإنجليزية: Field Mill)‏ هو ملعب كرة قدم في نوتنغهامشير بإنجلترا، يتسع الملعب إلى 7,574 متفرج.